# Franz Mayor de Montricher

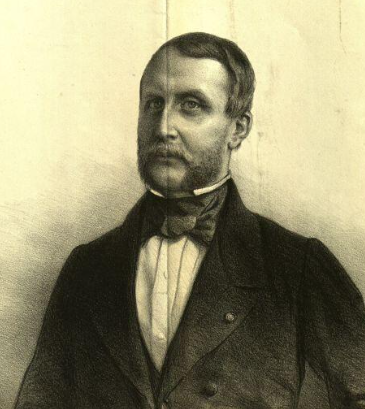
Franz Mayor de Montricher

Franz Mayor de Montricher (Lully, 19 april 1810 - Napels, 28 mei 1858) was een Zwitsers-Frans ingenieur.
Mayor de Montricher werd geboren in Vaud in een familie van handelaars. Toen hij dertien was verhuisde hij naar Marseille. Op zijn zestiende ging hij studeren aan de École polytechnique en op zijn achttiende aan de École des Ponts et Chaussées. In 1833 verkreeg hij de Franse nationaliteit.
Afgestudeerd werd hij eerst aangesteld in Die (1833) en in 1838 in Marseille. Daar leidde hij de aanleg van het 82 kilometer lange kanaal dat water van de Durance naar de stad moest leiden. Dit bouwproject duurde negen jaar en Mayor de Montricher ontwierp hiervoor onder andere het aquaduct van Roquefavour. Tijdens deze periode leidde hij ook de Ateliers communaux, ingesteld om de werklozen van Marseille aan het werk te zetten bij infrastructuurwerken.
Hij werd aangesteld om het Fucinomeer in Italië droog te leggen. Hij liep daar een infectieziekte op en overleed in Napels op 48-jarige leeftijd.